# 小林愛
小林 愛（こばやし あい、1973年5月25日 - ）は、日本の女優、声優。東京都足立区出身。大沢事務所所属。1992年から2007年までTEAM 発砲・B・ZINに在籍。

## 人物
当初は映像の俳優に憧れていたが、高校時代に出会った小劇場の舞台に感銘を受けて、舞台役者になる。先輩から「舞台をやりながらアルバイト感覚で出来る」と誘われたことから声優としての活動を始める。

## 出演
太字はメインキャラクター。

### テレビドラマ
- いのちの器（1998年、東海テレビ） - 美鈴
- shin-D「恋は桃色」（1998年、日本テレビ） - ラン
- 怖い日曜日 第7話（1999年8月22日、日本テレビ） - 女教師
- 風の行方 第34話・第35話（1999年、東海テレビ） - 前田未知
- The Last 10month（2000年、日本テレビ） - 鎌田冴子
- 女優・杏子（2001年、東海テレビ） - 水谷茜
- こちら第三社会部 第3話（2001年、TBS） - 谷中真砂子
- 救命病棟24時 第3シリーズ 第9話（2005年、フジテレビ） - 平野聡子
- ハチロー〜母の詩、父の詩〜 第3話・第4話（2005年、NHK） - マリ
- Room Of King（2008年、フジテレビ） - 孫健一の彼女

### 映画
- 壊音 KAI-ON（2002年）
- ただ、君を愛してる（2006年）

### テレビアニメ
1998年
- デビルマンレディー（千佳）

1999年
- ∀ガンダム（リリ・ボルジャーノ）
- 名探偵コナン（エメラ、清水ルミ）

2000年
- 犬夜叉（2002年 - 2010年、第六妖怪・赤子、白童子） - 2シリーズ

2002年
- OVERMANキングゲイナー（サラ・コダマ）

2003年
- キノの旅 -the Beautiful World-（ニーミャ）

2005年
- ふたりはプリキュア Max Heart（ビブリス）

2006年
- Ergo Proxy（マヤウェル）
- 蟲師（2006年 - 2014年、狩房淡幽） - 2シリーズ + 特別篇「日蝕む翳」

2013年
- 惡の華（春日の母）

2014年
- マジンボーン（2014年 - 2015年、アンナ・クリスティン）

2017年
- THE REFLECTION（ニーナ）

2019年
- 臨死!!江古田ちゃん（江古田ちゃん、江古田ちゃん〈分身〉〈第10話〉）

2020年
- 魔法科高校の劣等生 来訪者編（シルヴィア・マーキュリー・ファースト）

2022年
- デリシャスパーティ♡プリキュア（2022年 - 2023年、華満つるね）

2023年
- 江戸前エルフ（業者女性B）

2025年
- チ。-地球の運動について-（客）

### 劇場アニメ
2001年
- カウボーイビバップ 天国の扉（エレクトラ）
- クレヨンしんちゃん 嵐を呼ぶ モーレツ!オトナ帝国の逆襲（チャコ）

2002年
- クレヨンしんちゃん 嵐を呼ぶ アッパレ!戦国大合戦（廉姫）
- ∀ガンダム I・II（リリ・ボルジャーノ） - 2部作

2004年
- APPLESEED（デュナン）

2007年
- EX MACHINA（デュナン・ナッツ）

2010年
- チェブラーシカ

2016年
- ゼーガペインADP（ネーヴェ）

### OVA
- Happy World!（2002年、田宮）
- デトロイト・メタル・シティ（2008年、デスレコーズ社長）

### ゲーム
1999年
- SDガンダム GGENERATION（1999年 - 2011年、シャクティ・カリン〈ZERO - PORTABLE〉、リリ・ボルジャーノ） - 5作品

2007年
- Another Century's Episode 3 THE FINAL（サラ・コダマ）
- WE LOVE GOLF!（メグ）

2008年
- クレヨンしんちゃん 嵐を呼ぶ シネマランド カチンコガチンコ大活劇!
- スーパーロボット大戦Z（サラ・コダマ）
- 蟲師 〜天降る里〜（狩房淡幽）

2010年
- Another Century's Episode:R（サラ・コダマ）
- メトロイド アザーエム（サムス・アラン）

2011年
- 第2次スーパーロボット大戦Z 破界篇（サラ・コダマ）

2012年
- 第2次スーパーロボット大戦Z 再世篇（サラ・コダマ）

2013年
- スーパーロボット大戦OGサーガ 魔装機神III PRIDE OF JUSTICE（トレイス・クオ・ハイネット）
- スーパーロボット大戦UX（サヤ・クルーガー）

2014年
- クレヨンしんちゃん 嵐を呼ぶ カスカベ映画スターズ!（春日廉）

### 吹き替え

#### 映画（吹き替え）
- アグリーズ
- 陰謀の代償 N.Y.コンフィデンシャル
- エクソシスト 信じる者（コニック〈セレステ・オリヴァ〉[12]）
- ドミノ（テルマ[13]）
- バッドボーイズ フォー・ライフ（メーガン〈ビアンカ・ベスーン〉[14]）
  - バッドボーイズ RIDE OR DIE[15]

#### ドラマ
- イカゲーム
- 今、私たちの学校は…（チョンサンの母〈イ・ジヒョン〉[16]）
- ジュビリー 〜ボリウッドの光と影〜

### バラエティ番組
- 愛ッパ〜飛び出せ!稽古場!!（MC） CSシアター・テレビジョンのオリジナル番組
- 創ったヒト（アニマックス）

### ラジオドラマ
- 赤いバス（NHK-FM、FMシアター）キミコ
- 仮想の騎士（NHK-FM、青春アドベンチャー）デオン・ド・ボーモン
- ラジオ劇団『小さな奇跡』（エフエム東京）

### CMナレーション

#### テレビCF
- アリエール（P&G）
- ストナ（サトウ製薬）
- DS用ソフト蟲師
- UR都市機構(CI)
- スズキ・スイフト

#### ラジオCM
- エーザイ
- カーセンサー
- カフェイン180（大正製薬）
- JAL
- ジャックス
- セブン-イレブン
- DHC
- HONDA
- 明治製菓

### ナレーション
- 潜在異色（日本テレビ）

### 舞台
- アノセイシュンノウタ（脚本・演出：板坂尚）
- エンディングノート（作：牧田明宏、演出：和田憲明）
- OH! BABY（作：ラサール石井、演出：きだつよし）
- Job&Baby（まい／姉／三女）
- 東京（作・演出：赤堀摩雅秋）
- 無敵な男達（企画・脚本：カニリカ、演出：上田一軒）
- 八月の狩（作：井上光晴、演出：鐘下辰男）
- LOVE GUN（2010年6月13日 - 20日、赤坂RED/THEATER）
- 「蟲師」音楽夜話『蟲音・奏』（2018年12月12日 - 17日、DDD青山クロスシアター）[17]

### シリーズ一覧
1. ↑  『ZERO』（1999年）、『F』（2000年）、『F.I.F』（2001年）、『PORTABLE』（2006年）、『3D』（2011年）

### 初出話一覧
1. ↑  第23話初出